# Historias breves 17
Historias breves 17  es una película de Argentina filmada en colores integrada por siete cortometrajes dirigidos por nuevos directores. que integran el largometraje por haber sido los ganadores de la 17° edición del concurso de cortometrajes realizado por el Instituto Nacional de Cine y Artes Audiovisuales desde 1995, que es considerado como una pieza fundamental para la formación de una generación renovada de directores/as de cine, que se llamó Nuevo Cine Argentino

## Cortometrajes incluidos

### El espesor de lo visible
Dirigido por Mercedes Arias sobre su propio guion “ registra un estadio previo, el del embarazo, con sus esperanzas y miedos a flor de piel. El comentario del obstetra acerca de una novedad inesperada permite la reflexión sobre la identidad, los cuerpos y el género, aunque su ligazón directa y lineal con las clases de filosofía dictadas por el protagonista masculino hace deslizar al film innecesariamente hacia el terreno de la pretenciosidad”.

### El agua
Un corto con elementos fantásticos en el cual el director Andrea Dargenio, con guion de Elia Gonella, “imagina un mundo sin agua (impactantes las imágenes de una nadadora saltando de un alto trampolín a una piscina vacía y de mares convertidos en desiertos) con resultados tragicómicos y, claro, muy inquietantes.”. “El director… –apoyado por un buen trabajo de efectos digitales– timonea con mano firma la breve saga fantástica, llevándola de paseo desde la sorpresa hacia el dislate y de allí a la desesperanza”.

### Una noche solos
Un filme de humor negro dirigido por Martín Turnes con guion de Alberto Romero,  sobre las desventuras de una pareja cuyo matrimonio está en crisis que deja a su hijo de cuatro años con la abuela y va a un albergue por horas para aprovechar una promoción. Es “uno de los cortos más logrados, a pesar de (o justamente gracias a) su sencilla apuesta narrativa, Diego Velázquez y Analía Couceyro aportan credibilidad al relato, breve, conciso y de fácil identificación para todo aquel espectador con niños pequeños”.

### Noche de novias
Dirigido por Santiago Larre y Gustavo Cornaglia, sobre su propio guion, referida a una salida de hombres y mujeres a un boliche en la década de 1970 “con vuelta de tuerca final inesperada y oscura”.

### El agua de los sueños
Dirigido por José Pablo Fuertes y Rocío Muñoz, sobre el guion de Rocío Muñoz y ambientado “en algún lugar de América del Sur rodeado de montañas –aunque en un ámbito irreal, mitológico–…. Un chamán, una poción alucinógena y un guerrero de piel blanca enfrentado a un demonio precolombino dan pie a un film basado en la historieta homónima de Trillo y Breccia. A pesar de su innegable atractivo visual, los efectos de posproducción y el trabajo de matte painting no logran ir mucho más allá de la ilustración de esa obra previa”.

### La medallita
Martín Aletta se luce en este cortometraje que dirigió sobre guion propio junto a Andrés Kischner, con una historia trágica y contrafactual del poeta, compositor y temprano aficionado al boxeo Cátulo Castillo a partir de su encuentro con un adivino. El filme “combina blanco y negro, estética del expresionismo alemán, intertítulos propios del cine mudo e ínfulas gardelianas” ”y en esa mímesis logra transmitir con fuerza las emociones de un relato que confía en el anacronismo formal como fuente inagotable de placer”.

### Hay coca
Dirigido por José Issa sobre su propio guion, con toques de (neo)realismo y también de la fábula, retrata en forma inteligente la violencia de la década de 1970; actúa Roly Serrano trasladando en un desierto del Norte argentino el bolso de un amigo muerto, cuyo contenido desconoce,  culminando este cuento amable con dejos de Milagro en Milán y Cinema Paradiso  con un emotivo homenaje a Isabel Sarli y Armando Bo.

## Reparto
Intervinieron en el filme los siguientes intérpretes:
El espesor de lo visible
- Ana Schmukler
- Manuel Vignau
- Pablo Caramelo

El agua
- Nicolás Maiques
- Jorge Booth
- Claudio Lauria
- Rubén Corbalán
- Dimas Komarov

Una noche solos
- Diego Velázquez
- Analía Couceyro

Noche de novias
- Soledad García
- Sofía Bertolotto
- Daryna Butryk
- Maximiliano Trento
- Pablo Trimarchi
- Juan Azar

El agua de los sueños
- Gustavo Pardi
- Germán de Silva
- Nerina Balza
- Marco Antonio Alcalá

La medallita
- Juan Manuel Correa
- Valeria Blanc
- Ariel Pérez De María
- Félix Völker

Hay coca
- Roly Serrano
- Castulo Guerra

## Comentarios
Diego Batlle en La Nación opinó:

”Después de varias ediciones un poco erráticas o demasiado irregulares en su nivel general, Historias Breves 17 recupera un nivel que, aunque no alcance al de sus primeros y ya míticos años (de allí surgieron, entre otros, Lucrecia Martel, Daniel Burman, Adrián Caetano y Andrés Muschietti), sí muestra una saludable renovación de temáticas, estéticas, enfoques y modos de producción”.

Diego Brodersen en Página 12 escribió:

”Como suele ocurrir en estos casos, los niveles de ambición, intenciones, logros y desafíos son muy diversos, como así también las temáticas y estructuras formales de las obras”.